# Kolind Kirke
Kolind kirke er en kirke i byen Kolind på Djursland, 250 m øst for stationen. Kirkebyggeriet blev påbegyndt i 1868 og afsluttet i 1919. Den afløste en lille romansk kirke fra det 12. eller 13. århundrede., som blev revet ned på grund af aldersbetinget forfald. Kirken har plads til 225 personer.
Den gamle kirkes romanske stil blev bibeholdt og mange materialer fra den blev genbrugt. Det drejer sig blandt andet om kvindeindgangen (nu tilmuret) på nordsiden, en granitportal med trommefelt og den romanske granitdøbefont. I 1956 blev et abstrakt glasmosaikvindue af Mogens Jørgensen tilføjet.
I våbenhuset står runestenen DR 108. Stenen blev opdaget i 1868, da kirken var under ombygning. Den lå som dørtrin i åbningen mellem kirken og våbenhuset  .
- altertavle
- prædikestol
- mosaikvindue